# Casimiro Curbelo
Casimiro Curbelo Curbelo (San Sebastián de La Gomera, Canarias; el 29 de noviembre de 1955) es un político español, fundador de Agrupación Socialista Gomera. Su dilatada trayectoria política le ha llevado a ser presidente del Cabildo Insular de La Gomera y diputado en el Parlamento de la comunidad autónoma de Canarias.

## Biografía
Es licenciado en Filosofía y Letras por la Universidad de La Laguna y presidente del Cabildo Insular de La Gomera.
En 1982 ingresa en el Partido Socialista Obrero Español (PSOE). Desde 1983 y hasta febrero de 2015 fue secretario general del PSC-PSOE en La Gomera, fundando en marzo del 2015 Agrupación Socialista Gomera (ASG).
Es elegido alcalde de su municipio natal, San Sebastián de La Gomera, entre 1983 y 1986.
En el año 1991 es elegido presidente del Cabildo Insular de La Gomera, cargo que ostenta en la actualidad, lo que supone la Presidencia de varios Patronatos y Órganos de la Administración Insular.
Diputado por La Gomera al Parlamento Regional de la comunidad autónoma de Canarias en tres ocasiones, durante los períodos 1987-1991, 2007-2008 y desde mayo de 2015 por ASG, siendo el portavoz del Grupo Mixto y miembro de las Comisiones de Agricultura, Ganadería, Pesca y Aguas; Empleo, Políticas Sociales y Vivienda; Obras Públicas y Transportes; de Control de Radiotelevisión Canaria; Sanidad; Diputación Permanente.
Fue vicepresidente del Consejo de Entidades Canarias en el Exterior (desde 1991 hasta 1993).
En las elecciones de 1991 resulta elegido presidente del Cabildo Insular de La Gomera, y desde 1993 es elegido senador por La Gomera, representando a la Isla en el Senado de España, cargo que desempeña hasta julio del 2011. En ese mismo año 2011 el que fuera presidente de La Gomera dimite de manera oficial debido a un altercado a través de un comunicado oficial emitido por el PSOE, y en el que Curbelo asegura que “se trata de una decisión personal", motivada por su deseo de demostrar su inocencia y la de su hijo sin el privilegio que supondría la permanencia en el cargo de senador con el fuero que otorga. 
En marzo de 2015 se presenta con Agrupación Socialista Gomera como candidato nuevamente al Cabildo Insular de la Gomera y al parlamentario regional. El 24 de mayo de 2015 vuelve a ser proclamado presidente del Cabildo Insular de la Gomera y Parlamentario por la Agrupación Socialista Gomera, obteniendo con dicha formación 10 consejeros al Cabildo Insular de la Gomera y 3 parlamentarios.
Una grabación difundida por el diario Público implicó a Casimiro Curbelo en la recalificación de unos terrenos rústicos que pasaron a ser urbanos. La causa de Casimiro fue archivada de manera definitiva, confirmándose así su absolución tras la desestimación de la Audiencia Provincial de Santa Cruz de Tenerife de dos recursos de apelación, y la confirmación de la sentencia del Juzgado de Primera Instancia e Instrucción de San Sebastián de La Gomera, respaldada también por la Fiscalía.
El 23 de junio se constituye el parlamento regional y se designa a Casimiro Curbelo como portavoz del Grupo Mixto en la Cámara. Más tarde, la Agrupación Socialista Gomera adquiere la condición de grupo político propio, y Casimiro Curbelo continúa ejerciendo su portavocía, cargo que ostenta hasta la actualidad.
Casimiro fue pregonero de las fiestas de agosto de 2024 de la Patrona de Canarias, la Virgen de Candelaria.